# Paizs Tibor
Paizs Tibor (Magyarpalatka, 1946. február 26. – 2014. december 17.) költő, újságíró, műfordító. Álnevei: Palatkai Tibor, Szőke Tamás.

## Életútja
Kolozsvárt a Kereskedelmi Szakiskolába járt, majd a Brassai Sámuel Líceumban érettségizett (1965); a Babeș-Bolyai Egyetemen történelem-filozófia-lélektan szakos tanári diplomát szerzett (1973). A sándorhomoki kisegítő iskolában, majd Szatmárnémetiben logopédus (1973-79). Újságírói pályáját a Szatmári Hírlapnál kezdte, 1989-ben áttelepült Magyarországra, ahol a Műszaki és Természettudományi Egyesületek Szövetségének budapesti sajtóirodájában dolgozott, majd az Új Magyarország, 1992-től a Pest Megyei Hírlap szerkesztője volt. Versei, riportjai, kritikái 1989 előtt az Utunk, Igaz Szó, Igazság, Dolgozó Nő, A Hét, Ifjúmunkás hasábjain jelentek meg.
Első írását az Utunk közölte (1964). Verssel szerepel a Vitorla-ének (1967) című antológiában; az 1979-es Utunk Évkönyvben A szoba című egyfelvonásosa jelent meg, a budapesti Színház művészetelméleti folyóirat mellékletben közölte Eszter avagy az üldözöttek bosszúja című drámáját (1989). Fordításában jelent meg Ion Dodu Bălan Octavian Goga élete és költészete (Kolozsvár 1984) című monográfiája.
Verseskötetei: Keréknyom (1968); Barlangrajz (1971); A ceruza kalandjai (1979); Tollbamondás (1980).
Erdélyi prikulicsok című regénye 2008-ban jelent meg Budapesten.
Magyarországon halt meg 2014. december 17-én. Hamvait 2015. február 14-én helyezték szülei mellé a kolozsvári Házsongárdi temetőben.

## Művei
- Keréknyom. Versek; Irodalmi, Bukarest, 1968 (Forrás)
- Barlangrajz. Versek; Dacia, Kolozsvár, 1971
- A ceruza kalandjai. Versek; Dacia, Kolozsvár-Napoca, 1979
- Tollbamondás. Versek; Kriterion, Bukarest, 1980
- Bestiárium. Frivol és fanyar versek; Penna, Pomáz, 2000
- A boldog bűn; Pallas-Akadémia, Csíkszereda, 2005
- Erdélyi prikulicsok. Egy honfoglaló garabonciás álomlátása; Timp, Bp., 2008 (Timp széptár)
- Cora. Esszéregény a szerelem szenvedélyéről; Timp, Bp., 2011 (Timp széptár)